# Fractured (pel·lícula de 2019)
Fractured és una pel·lícula de thriller psicològic estatunidenca del 2019 dirigida per Brad Anderson a partir d'un guió d'Alan B. McElroy. És protagonitzada per Sam Worthington, Lily Rabe, Stephen Tobolowsky, Adjoa Andoh i Lucy Capri. Segueix Ray Monroe (Worthington) buscant la seva dona i la seva filla desaparegudes després de patir una ferida al cap que torça la seva percepció de la realitat.
La pel·lícula es va estrenar al Fantastic Fest el 22 de setembre de 2019, seguida d'un llançament en streaming de Netflix l'11 d'octubre de 2019. Va rebre crítiques contradictòries de la crítica que van elogiar l'actuació de Worthington, però es van dividir en la premissa i l'execució.

## Argument
Mentre tornava d'una visita d'Acció de Gràcies als pares de Joanne, ella i el seu marit, Ray, discuteixen sobre l'estat de la seva relació. Després de tornar d'un lavabo, la seva filla petita, la Peri, perd el seu mirall compacte, i els pares l'han de buscar. Mentre Ray està distret, Peri és iniciada per un gos en una obra abandonada. Ray llança una pedra per espantar el gos, però li dona a Peri, que cau a un pou. Ray, intentant agafar-la, cau a la fossa i li colpeja el cap, mirant com una Joanne angoixada baixa, entrant en pànic per en Peri. Després que el seu cap s'aclareix, arriben a un hospital per examinar el braç ferit de Peri.
Durant el llarg procés d'admissió, Ray i Joanne deneguen una sol·licitud perquè Peri es registri com a donant d'òrgans. El braç de Peri és examinat per un metge i decideix que està fracturat; Dr. Berthram recomana una TAC en cas d'una lesió al cap. La Joanne l'acompanya a les instal·lacions d'escaneig del soterrani inferior mentre en Ray s'adorm a la zona d'espera.
Ray es desperta hores més tard amb un front suturat i pregunta al personal de l'hospital si pot veure la seva dona i la seva filla, només per descobrir que no hi ha aquest registre. L'única infermera present del torn anterior diu que en Ray va venir sol i va ser tractat d'una ferida al cap, que el va angoixar. Està ruixat amb pebre i restringit per seguretat, que el seden i el tanquen a una habitació. Pren diversos autoinjectors d'adrenalina d'un armari per contrarestar el sedant i escapar a l'aparcament. Convenç dos policies, que accepten investigar.
Un metge dirigeix els dos agents i Ray al laboratori d'imatge al tercer pis, no al soterrani. Ray s'agita quan la infermera recorda el que realment va passar amb ell. Dr. Berthram afirma que Ray va declarar la seva intenció d'esperar a la seva primera esposa difunta, confonent-lo. Afirma que l'Abby és morta, recordant al Dr. Berthram de la conversa que en Peri va mantenir amb ell.
L'agent de seguretat revisa les imatges d'un sistema de seguretat retardat; no veure cap rastre de Joanne i Peri. Ray, enrabiat, recorda com a testimoni el caixer de la benzinera, i els agents accepten de localitzar-la. Ray troba la bufanda tacada de sang de la Peri.
El Dr. Jacobs pregunta a Ray sobre l'accident de cotxe pel qual el seu expedient diu que va ser tractat; també esmenta l'alcoholisme, que Ray contraresta citant que fa vuit anys que està sobri, tot i que més preguntes indiquen que hi ha la possibilitat que el seu alcoholisme comencés aquest deliri, cosa que ell nega. Dr. Jacobs suggereix que en Ray l'acompanyi a ella i a la policia al lloc de construcció, assenyalant a Berthram que la Joanne i la Peri podrien ser-hi, només perquè en Ray acusés el personal i la policia d'encobrir la seva desaparició.
Una unitat K-9 troba el mirall compacte destrossat de la Peri i un gran bassal de sang. Les acusacions continuen de Ray quan els agents de policia expressen incredulitat. Dr. Jacobs li demana que expliqui què va provocar l'accident: inventa records de l'incident, fent que els agents de policia arrestin Ray per assassinat.
Ray, després de veure una oportunitat per a la distracció, sosté el Dr. Jacobs a punta de pistola, demanant la seva targeta de clau de l'hospital. Després de desarmar i tancar els agents al bany, en Ray condueix a l'hospital, recordant l'accident de cotxe que va matar una Abby embarassada. Agafa a l'ascensor disfressat de metge, entra un vigilant de seguretat i l'asfixia.
Al soterrani, Ray veu infermeres que porten òrgans humans i cadàvers que han estat destripats. Troba la Peri envoltada de cirurgians que es preparen per extreure els seus òrgans, amb una Joanne sedada a prop. Ray els treu de l'hospital malgrat la protesta dels cirurgians, arriba al cotxe i arriba a la carretera de tornada a casa.
Ray percep malament la realitat de la situació; En lloc de salvar la Joanne i la Peri, va agafar un pacient inconscient. En realitat, Ray va provocar en Peri una caiguda fatal a la fossa; va patir una ferida greu al cap en intentar atrapar-la. Llavors va tirar a la Joanne a terra, empalant-li el cap amb un tros d'armadura. Aleshores, amb la seva percepció separada de la realitat, Ray posa els seus cossos al maleter i condueix cap a la sortida del sol i somriu malvadament.

## Repartiment
- Sam Worthington com a Ray Monroe
- Lily Rabe com a Joanne Monroe
- Stephen Tobolowsky com el Dr. Bertram
- Adjoa Andoh com a Dr. Jacobs
- Lucy Capri com a Peri Monroe

## Producció
El novembre de 2018, Sam Worthington va signar per protagonitzar, amb Brad Anderson adjunt per dirigir el guió d'Alan B. McElroy, produït per Paul Schiff, Neal Edelstein, i Mike Macari, i distribuït per Netflix. Al desembre de 2018, Lily Rabe, Stephen Tobolowsky, Adjoa Andoh i Lucy Capri es van unir al repartiment. La producció va començar aquell mes. La fotografia principal de la pel·lícula va tenir lloc en exteriors a Winnipeg, Manitoba, Canadà de novembre de 2018 a gener de 2019.

## Estrena
La pel·lícula es va estrenar al Fantastic Fest el 22 de setembre de 2019.Va ser llançat a Netflix l'11 d'octubre de 2019.

## Recepció
Al lloc web de l'agregador de ressenyes Rotten Tomatoes, el 56% de les crítiques de 27 crítiques són positives, amb una valoració mitjana de 5,7/10. El consens del lloc web diu: "Liderat per una actuació sorprenent de Sam Worthington, Fractured és un misteri raonablement distractor amb suficients emocions per compensar una història familiar". Metacritic, que utilitza una mitjana ponderada, va assignar a la pel·lícula una puntuació de 36. sobre 100, basat en 5 crítics, indicant crítiques "generalment desfavorables".
Brian Tallerico de RogerEbert.com va valorar només una estrella de cada quatre, ridiculitzant la manca d'energia que el director Anderson i "companyia" van aportar a la pel·lícula. Meagan Navarro de Bloody Disgusting va donar una ressenya mixta de dues estrelles i mitja de cinc, comentant positivament l'intent de la pel·lícula d'innovar en un concepte familiar. No obstant això, va criticar la naturalesa clixé d'aquest concepte, dient que té "un nivell seriós de previsibilitat per molt que Anderson tracti de tirar-te fora". David Ehrlich, escrivint per IndieWire, va donar una puntuació de C−, dient que la pel·lícula "és tan avorrida per les dues cares que el diagnòstic correcte no és suficient per salvar-la.
En una ressenya positiva de tres de cinc estrelles publicada per The Guardian, Benjamin Lee escriu: "Quan no estava ocupat fent una llista interna de pel·lícules que vaig recordar, estava feliçment a la butaca jugant a ser detectiu, prou curiós com per participar amb les peces que em van donar."